# Alice von Hildebrand
Alice von Hildebrand, född Jourdain den 11 mars 1923 i Bryssel, död 14 januari 2022 i New Rochelle, New York, var en belgisk-amerikansk romersk-katolsk filosof och teolog. 
Hon kom 1940 till USA, där hon sedan dess var bosatt, och började undervisa vid Hunter College i New York 1947. Hon gifte sig 1959 med filosofen och teologen Dietrich von Hildebrand (1889–1977), som hon mötte vid Fordham University i New York, där hon var student och han professor. De förblev gifta fram till hans död. Hon blev emerita 1984.